# Stanisław Koniecpolski

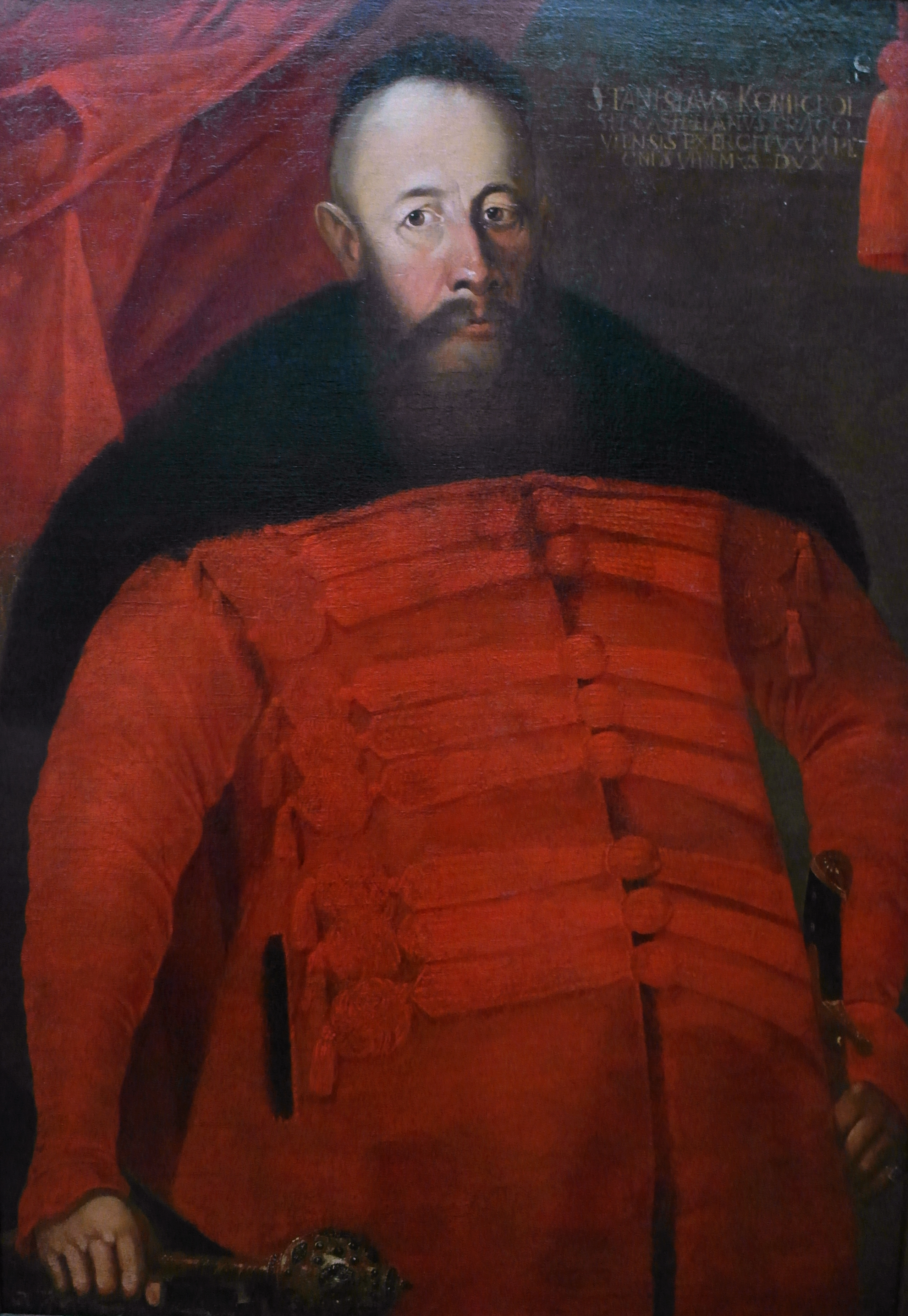
Il generale Stanisław Koniecpolski.

Stanisław Koniecpolski (o Stanislas Koniecpolski; 1590/1594 – Brody, 11 marzo 1646) è stato un generale polacco, di famiglia nobile, era il vicecomandante militare della Confederazione Polacco-Lituana dopo il re.

## Biografia
Stanisław Koniecpolski visse una vita di guerre continue, accumulando vittorie e sconfitte. Prima di compiere vent'anni aveva combattuto nella Dymitriads, poi aveva partecipato alla Guerra dei Magnati di Moldavia. Nel 1620, nella Battaglia di Cecora (1620), fu fatto prigioniero dagli Ottomani e rinchiuso ad Istanbul. Rilasciato nel 1623 dai turchi, Koniecpolski guidò l'esercito della Confederazione contro i turchi ed i Tartari vassalli del sultano più volte durante il biennio 1624-1626.
Con un esercito numericamente inferiore combatté contro gli Svedesi di Gustavo II Adolfo che avevano invaso la Prussia, ma la battaglia finì in parità e non vide un vero vincitore. Koniecpolski tentò più volte di sconfiggere gli Svedesi, ma fu respinto, durante la seconda fase della guerra polacco-svedese (1626-1629), che si concluse con la tregua di Altmark.
Nel 1632 Koniecpolski venne eletto Grand Hetman della Corona.
Koniecpolski sconfisse gli Ottomani che avevano invaso l'Ucraina nel 1634, e durante la sua vita riportò molte altre vittorie contro i Cosacchi ribelli e i Tartari invasori.
Stanisław Koniecpolski morì 11 marzo 1646, secondo Joachim Jerlicz per overdose di un afrodisiaco. È considerato uno dei comandanti più esperti e famosi militare nella storia della Polonia e della Lituania.